# Сергей Авдеев
Сергей Василиевич Авдеев е съветски космонавт направил три космически полета.

## Биография
Роден на 1 януари 1956 г. в Чапаевск, Куйбишевска област. До 2005 г. притежател на световния рекорд по сумарен престой в космоса (над 747 денонощия). Герой на Русия. Женен, с две дъщери – Мария и Клементина.
От 1985 г. зачислен в отряда на космонавтите.

## Полети в космоса

### Първи полет
През 1992 г., заедно с Анатолий Соловьов и Мишел Тонини в състава на ОЕ-12 на станция „Мир“ в продължение 188 денонощия 21 часа 41 минути 15 секунди, по време на полета 4 пъти е излизал в открития космос.

### Втори полет
От 3 септември 1995 г. до 29 февруари 1996 г. изпълнява полет в състава на ОЕ-20 на станцията „Мир“ заедно с Юрий Гидзенко и Томас Райтер. Продължава 179 денонощия 1 час 41 минута 46 секунди и 1 излизане в открития космос.

### Трети полет
От 13 август 1998 г. до 28 август 1999 г. изпълнява третия си полет на станция „Мир“ в състава на ОЕ-26 (командир на екипажа – Генадий Падалка) и ОЕ-27 (командир на екипажа – Виктор Афанасиев) в продължение на 379 денонощия 14 часа 51 минута 10 секунди, с 3 излизания в открития космос.
Общата продължителност на престоя в космоса е 747 денонощия 14 часа 16 минути (за три полета).